# 小川卓也
小川 卓也（おがわ たくや、1944年 - ）は、元米国政府上席商務官。

## 経歴
東京生まれ。慶應義塾大学大学院修了(MBA)、カリフォルニア大学大学院留学、ハーバード大学行政大学院・危機管理課程修了、名誉経営学博士。
現在、（財）日米経済戦略研究所・理事長。

## 活動
駐日アメリカ合衆国大使館・アメリカ合衆国商務省の商務官として日米貿易促進、ハイテク産業の通商政策に携わり、モンデール駐日アメリカ合衆国大使（元副大統領）、フォーリー大使（元米国連邦・下院議長）より表彰を受ける。退官後、自民党中央政治大学院修了。

## 著書
- 『戦略的提携』エルコ、1999年。ISBN 978-4900717046。
- 『21世紀のあるべき姿』エルコ、2001年。ISBN 4-7952-8657-4。
- 『日本国憲法の知られざる真実』産経新聞出版、2006年。ISBN 978-4902970265。

## 系譜
- 祖父は、三菱銀行の創設に貢献した小川吉麿（慶應義塾大学理財部卒）。
- 祖母は、吉岡弥生（東京女子医大創設者）の下で最初の女子医学生。
- 宮田輝（NHKアナウンサー・元参議院議員）は親戚にあたる。